# Дзондадари, Марк Антонио
Марк Анто́нио Дзондада́ри (итал. Marc'Antonio Zondadari; 26 ноября 1658, Сиена — 16 июня 1722, Валлетта) — 64/65-й Великий магистр ордена госпитальеров (1720—1722), военачальник.

## Орфография и передача имени
- фр. Marc-Antoine Zondodari[1]
- фр. Marc Antoine Zondadari[2][3] (на гравюре)
- лат. Marco Antonio Zondadario[2] (в эпитафии на надгробье в звательном падеже)

Варианты передачи на русский язык: с итальянского языка — Марко Антонио Дзондадари (или Марк-Антонио), с французского — Марк Антуан Зондадари.

## Биография

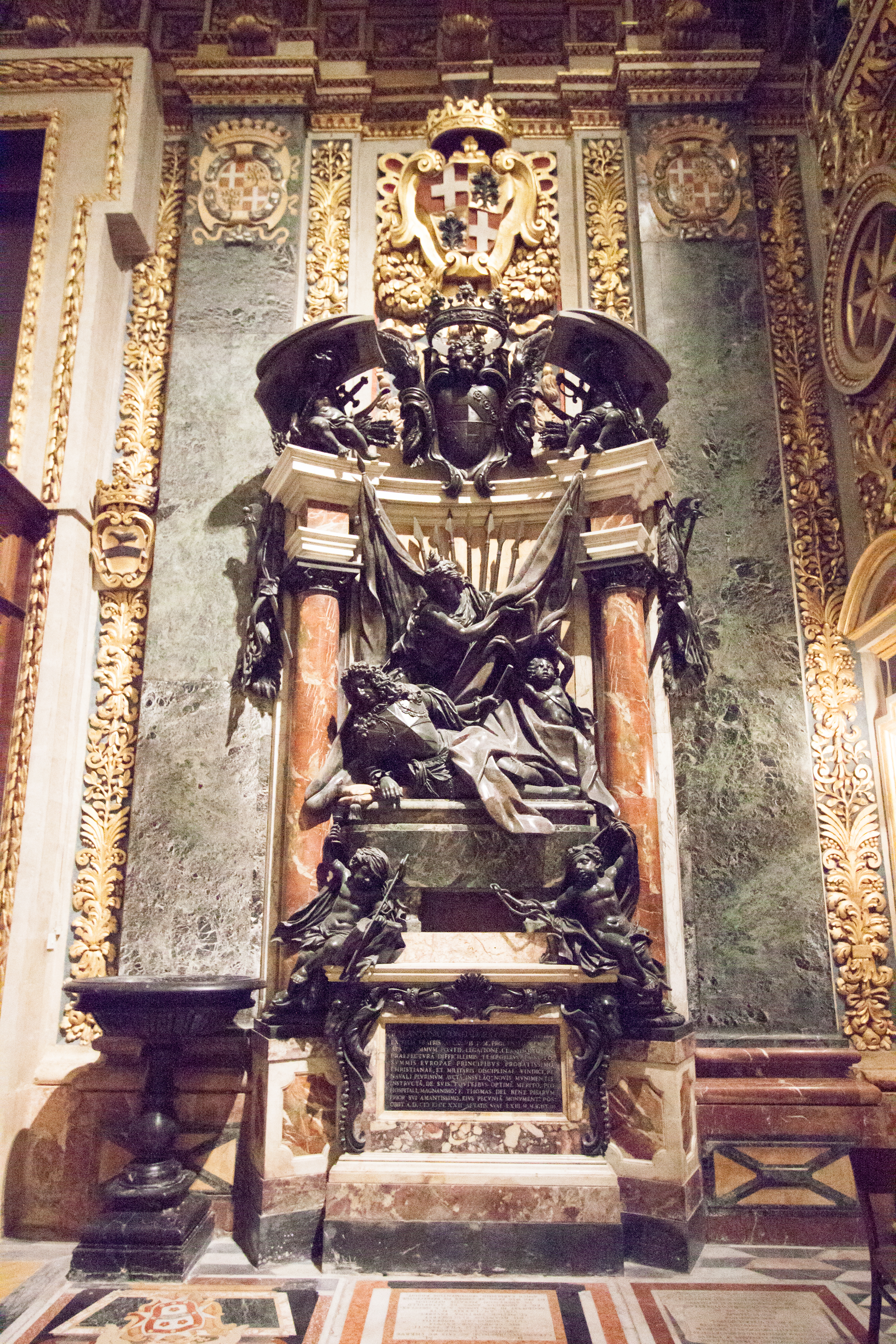
Захоронение Марка Антонио Дзондадари в соборе св. Иоанна

В рыцари-монахи Мальтийского ордена посвящали представителей благородных фамилий, которые не считались прямыми наследниками. Великие магистры избирались из высшей привилегированной знати. Так по материнской линии Марк Антонио Дзондадари приходился племянником Папе Александру VII. Кроме того кандидат на высокий пост с 1707 года был ближайшим советником великого магистра Раймундо де Перельос-и-Рокафуля. 
Историки сообщают, что избрание Дзондадари главой ордена произошло в удачное время, поскольку было ознаменовано захватом двух кораблей неприятеля. Это был период продолжительных военных столкновений рыцарей-иоаннитов с флотом Османской империи. Заслугами нового претендента считалось обновление мальтийского флота и ведение удачных переговоров с представителями Святого Престола; к тому же была широко известна его привязанность к соблюдению дисциплины. В течение короткого срока правления под руководством великого магистра мальтийский флот продолжил очищение моря от пиратов. Большой победой считался захват вражеского корабля, вооружённого 80 пушками, и с 500 солдатами на борту. Удачными стали также захваты кораблей тунисских корсаров. Брат Дзондадари скончался 6 июня 1722 года после продолжительной болезни, длившейся полгода. Имеются указания на иную дату смерти: 16 июня 1722 года. 
Похоронен в соборе св. Иоанна в Валлетте. Захоронение находится в капелле «языка» Италии (фр. dans la chapelle de la Langue d’Italie). Скульптура на саркофаге изображает возлежащего Дзондадари в кирасе и с жезлом великого магистра в руке. Его сердце было отправлено в родной город, где было погребено в Сиенском соборе.
В работе «Анналы Мальтийского ордена» (Annales de l’Ordre de Malte) приведено описание монет, выпущенных во время правления магистра.